# 唐登儁
唐登儁（?—?），字大受，號灼洲，四川叙州府富順縣民籍。

## 生平
萬曆三十一年（1603年）癸卯科舉人，四十四年（1616年）丙辰科進士，工部觀政，初任高淳縣知縣，四十六年應天府同考，四十七年調休寧縣知縣，天啓二年考察，補都察院經歷，四年升户部福建司員外郎，管山海关督饷，六年升郎中，七年升汾州府知府。崇禎三年升河南副使，五年升湖廣右參政，六年升浙江按察使，七年考察。補山西驛傳副使。十二年为陕西右参政，時疫起，捐棺收掩屍體萬計；永曆年間擢貴寧參政，祀本邑鄉賢。孫武清有高節，知章康熙壬子舉人。

## 家族
曾祖唐紹安。祖唐受，誥封知州。父唐邰，封副使。

## 引用
1. ↑  《萬曆四十四年丙辰科進士序齒録》
2. ↑  同治《富順縣志·卷十七·選舉上》：（萬曆）癸卯科（舉人） 唐登儁 見科甲
3. ↑  《萬曆四十四年丙辰科進士履歷》：唐登儁，灼洲，诗三房，甲申五月二十日生。富顺县人，癸卯三十三，会一百五十三，三甲一百五十二名。工部政，授高淳知縣，戊午应天同考，己未調休宁，壬戌考察，補南知縣，本年升都察院经历，甲子升户部付建司员外，管山海粮储，丙寅升郎中，丁卯汾州知府，庚午升河南付使，壬申升湖廣右参政，癸酉升浙江按察使，甲戌考察。
4. ↑  錢海岳《南明史·卷六十三·列傳第五十九》：唐登儁，字灼洲，富順人。萬曆四十四年進士。歷高淳、休寧知縣，禮部主事，湖廣僉事，山西驛傳副使。大疫，掩屍體萬計。擢貴寧參政。
5. ↑  同治《富順縣志·卷二十一·鄉賢下》：唐登儁，字灼洲，萬厯丙辰進士。任高淳縣令，陞主事，厯河南湖廣道參政、山陝驛道；在甘肅時疫起，死者枕籍，登儁悉捐棺收掩之，眾共建祠以祀，祀本邑鄉賢。孫武清有高節，知章康熙壬子孝廉。